# 加州眶燈魚
加州眶灯鱼（学名：Diaphus theta）为輻鰭魚綱燈籠魚目灯笼鱼科的其中一種，分布於東部及西北太平洋區，包括日本、美國、加拿大、墨西哥、瓜地馬拉、薩爾瓦多、哥斯大黎加、巴拿馬、厄瓜多、秘魯及哥倫比亞等海域，屬深海魚類，棲息深度可達3400公尺，體長可達11.4公分。

## 扩展阅读
維基物種上的相關：加州眶灯鱼